# Liste des élections législatives françaises sous la Quatrième République
De 1945 à 1958, cinq élections législatives ont eu lieu en France : deux pour élire des assemblées constituantes et trois sous le régime de la Constitution du 27 octobre 1946.